# Mbandja
Le mbandja, aussi appelé mbandza, est une langue oubanguienne, du groupe des langues banda, parlée en République démocratique du Congo.

## Sources
- Mozare Roger Bontenge, Étude comparative du kembemba, kembanza, kembate, kengyngye et ketere (thèse), Binza, Institut pédagogique national, 1995, 101 p.
- Koean Bostoen et Jean-Pierre Donzo, « Bantu-Ubangi language contact and the origin of labial-velar stops in Lingombe (Bantu, C41, DRC) », Diachronica, vol. 30, no 4,‎ 2013, p. 435-468 (DOI 10.1075/dia.30.4.01bos, lire en ligne)
- Kodangba Yembeline, Structure des numéraux en bantu (lingombe) et en non-bantu (ngbaka minangende, ngbandi, ngbundu, mono, mbanza), 1991, 307-319 p., chap. 12
- (nl) Rodolf Mortier, « Woordvorming in het mbanza », Aequatoria, no 3,‎ 1940, p. 13-15
- (en) Kenneth S. Olson et John Hajek, « A crosslinguistic lexicon of the labial flap », Linguistic Discovery, vol. 2, no 2,‎ 2004 (DOI 10.1349/PS1.1537-0852.A.262, lire en ligne)
- Th. Tingbo, Étude grammaticale de la langue mbandza (thèse), Kinshasa, Université Lovanium, 1971, 238 p.